# Daniel Antonsson

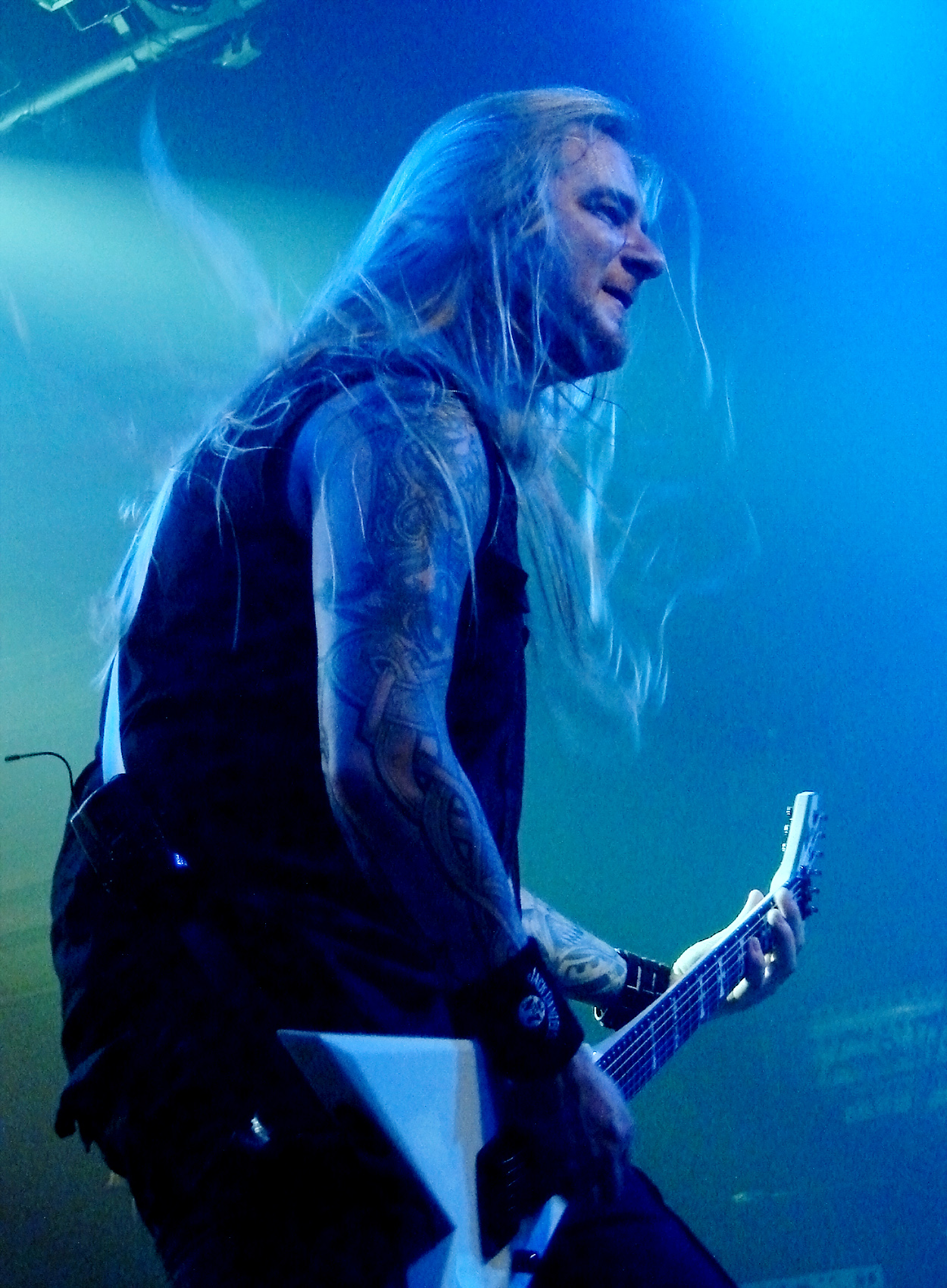
Daniel Antonsson bei einem Konzert mit Soilwork in Paris 2007.

Daniel Antonsson (* 16. Dezember 1974) ist ein schwedischer Gitarrist, Bassist und Musikproduzent. Er ist Mitglied der Band Dimension Zero und war zuvor in den Bands Dark Tranquillity, Pathos und Soilwork aktiv.

## Werdegang
Antonsson machte seine ersten musikalischen Erfahrungen mit der Power-Metal-Band Pathos, die 1995 gegründet wurde. Nachdem die Band drei Alben veröffentlichte, ist die Gruppe derzeit inaktiv. 2002 stieg Antonsson in die Melodic-Death-Metal-Band Dimension Zero ein, wo er wie bei Pathos als Gitarrist aktiv war. Mit Dimension Zero hat Antonsson zwei Alben veröffentlicht. Zwischenzeitlich spielte Antonsson auf dem im Jahre 2007 erschienenen Soilwork-Album Sworn to a Great Divide. Ab 2008 spielte Antonsson als Bassist in der Band Dark Tranquillity. Das im Februar 2010 erschienene Album We Are the Void wurde teilweise in den „Gothenburg Rock Studios“ aufgenommen, welches Antonsson gemeinsam mit Hasse Kosonen betreibt. Im Februar 2013 verließ Antonsson Dark Tranquillity, um sich mehr auf seine musikalischen Projekte und sein Studio kümmern zu können.

## Diskographie
| - 1997: Hoverface - 1998: Uni Versus Universe - 2002: Katharsis - 2003: This is Hell - 2007: He Who Shall Not Bleed | - 2007: Sworn to a Great Divide - 2010: We Are the Void |